# جنگ‌های خراسان (۱۵۸۰)
درگیری‌های خراسان مجموعه نبردهایی بود که در اوایل سال ۱۵۸۰ میلادی و در شهرهای مشهد، نیشابور، تربت حیدریه و دیگر مناطق خراسان روی می‌دهد. این جنگ‌ها به دلیل اختلافات طوایف شاملو و استاجلو با طوایف تکلو و ترکمان درگرفت. درگیری‌های خراسان مقدمه‌ای برای به قدرت رسیدن شاه عباس یکم و پادشاهی وی محسوب می‌شود.
عباس میرزا (شاه عباس یکم) به همراه علی‌قلی‌بیگ گورکان شاملو در جنگ‌های خراسان، محاصره قلعه نیشابور، محاصره قلعه تربت و نبرد تیرپل علیه پدرش شاه محمد خدابنده (شاه وقت) جنگید.

## پیش زمینه
پس از رسیدن خبر کشته شدن مهدعلیا به خراسان، سلطان حسین‌خان شاملو که به دستور ملکه مهدعلیا برای بازگرداندن عباس میرزا (بعدا «شاه عباس یکم) به خراسان رفته بود به قزوین بازگشت. سرداران شاملو و استاجلو هم برای مقابله با امیران ترکمان و تکلو که در دربار قزوین پس از قتل ملکه صاحب نفوذ و قدرت زیادی شده بودند، در خراسان با هم متحد شدند و علی‌قلی‌بیگ گورکان شاملو را به عنوان رئیس یا خانلرخانی برگزیدند. علی‌قلی‌بیگ گورکان شاملو در آغاز سال ۹۸۸ هجری قمری (برابر با اوایل سال ۱۵۸۰ میلادی) مصمم می‌شود خراسان را از حکام وابسته به دربار قزوین (حکومت مرکزی) و همچنین والیان مخالف عباس میرزا (بعدا» شاه عباس یکم) خالی سازد. وی در ابتدا ولایت اسفزار را از یکان سلطان، حکمران آنجا گرفت و بعد برای مطیع کردن مرتضی قلی‌خان پرناک ترکمان، حاکم شهر مشهد، که تنها رقیب زورمند وی در خراسان بود، راهی آن شهر شد. علی‌قلی‌بیگ گورکان شاملو و طرفداران وی، در ابتدا به مرتضی قلی‌خان پرناک ترکمان پیشنهاد صلح و همبستگی دادند، اما مرتضی قلی‌خان پرناک ترکمان، که از طایفه ترکمان بود و این طایفه با طوایف استاجلو و شاملو اختلاف و دشمنی قدیمی داشت، به توصیه علی‌قلی‌بیگ گورکان شاملو توجه و اطمینان نکرد و ایشان را گردنکش و متمرد دولت و خائن و خویش را شاهی‌سیون (شاه دوست) و خدمتگزار صفوی برشمرد. در همان وقت، اوضاع نامنظم خراسان را به شکلی تحریک‌آمیز به دربار میرزا سلمان جابری اصفهانی وزیر گزارش کرد و از آنان برای مقابله، کمک خواست.

## حمله به مشهد
علی‌قلی‌بیگ گورکان شاملو وقتی تعامل با مرتضی قلی‌خان پرناک ترکمان را به‌طور صلح‌آمیز ممکن ندید، تصمیم گرفت وی را نابود کند و با هوادارانش راهی مشهد شد. مرتضی قلی‌خان پرناک ترکمان هم با حکمرانان قوچان، جام و نیشابور، که همه از طوایف ترکمان، افشار و روملو و هواداران وی بودند، به قصد جنگ از مشهد خارج شد. در جنگی که در حوالی مشهد رخ داد، سرداران استاجلو و شاملو بر مرتضی قلی‌خان پرناک ترکمان غلبه کردند. مرتضی قلی‌خان ترکمان نیز به داخل دژ مشهد پناه برد.

## محاصره مشهد
محاصره مشهد ۴ ماه طول کشید و نفوذ به درون آن عملی نشد. علی‌قلی‌بیگ گورکان شاملو و مرشد قلی‌خان سلطان استاجلو مجبورا «دست از محاصره برداشتند تا ابتدا قلعه‌های نیشابور و تربت حیدریه و نظایر آنها را، که تحت فرمان مرتضی قلی‌خان پرناک ترکمان بود، تصرف کنند. نیشابور به راحتی تسلیم شد و تربت حیدریه نیز به تسخیر سپاه علی‌قلی‌بیگ گورکان شاملو درآمد. پس از آن علی‌قلی‌بیگ گورکان شاملو با عباس میرزا (بعدا» شاه عباس یکم) به هرات برگشت و مرشد قلی‌خان سلطان استاجلو و دیگر امیران هم به مقر حکومت خود رفتند، و ادامه جنگ با مرتضی قلی‌خان ترکمان را به سال آینده گذاشتند.

## راه ندادن حکمرانان جدید خراسان
علی‌قلی‌بیگ گورکان شاملو و طرفدارانش، حکمرانان جدیدی را هم که از طرف شاه محمد خدابنده برای مناطق مختلف خراسان تعیین شده بودند، به خراسان راه ندادند. حتی یکی از آنها را به نام ولی‌خلیفه شاملو، که از امیران بزرگ طایفه شاملو بود، به دستور علی‌قلی‌بیگ گورکان شاملو مسموم کردند. خبر یورش عباس میرزا و علی‌قلی‌بیگ گورکان شاملو به مشهد و از دست رفتن قلعه‌های نیشابور و تربت حیدریه وقتی به آذربایجان رسید که میرزا سلیمان وزیر و سرداران قزلباش از درگیری شروان بازگشته بودند.